# Большая Калагаза
Больша́я Калагаза — река в России на Южном Урале, протекает в южной части Саткинского и восточной части Катав-Ивановского районов Челябинской области в юго-западном направлении между хребтами Москаль и Нургуш. Устье реки находится в 324 км по правому берегу реки Юрюзань. Длина реки составляет 26 км, из которых бо́льшая часть приходится на территорию национального парка «Зюраткуль».

## Данные водного реестра
По данным государственного водного реестра России относится к Камскому бассейновому округу, водохозяйственный участок реки — Уфа от Нязепетровского гидроузла до Павловского гидроузла, без реки Ай, речной подбассейн реки — Белая. Речной бассейн реки — Кама.
Код объекта в государственном водном реестре — 10010201112111100023170.